# Zimowa dziewczyna
Zimowa dziewczyna (ang. Snow Bride) – amerykański film familijny z 2013 roku.

## Fabuła
Greta Kaine, młoda dziennikarka pisząca dla tabloidów, szuka materiału na następny reportaż. Wskutek zbiegu okoliczności zaczyna udawać dziewczynę syna znanego polityka.

## Główne role[1]
- Katrina Law - Greta Kaine
- Jordan Belfi - Ben Tannenhill
- Patricia Richardson - Maggie Tannenhill
- Robert Curtis Brown - Peters
- Bobby Campo - Jared Tannenhill
- Susie Abromeit - Klaire Sinclaire
- Tom Lenk - Wesley Sharp
- George Wyner - Lou